# 张量代数
在数学中，一个向量空间{\displaystyle V}的张量代数（tensor algebra），记作{\displaystyle T(V)}，是{\displaystyle V}上的（任意阶）张量的代数，其乘法为张量积。张量代数左伴随于从代数到向量空间的遗忘函子，在这种意义下它是{\displaystyle V}上的自由代数；在相应的泛性质的意义下，它是包含{\displaystyle V}的“最一般的代数”（见下）。 
张量代数也具有餘代数结构。
注：本文中所有代数都假设是有单位的且结合。

## 构造
设{\displaystyle V}是域{\displaystyle K}上一个向量空间。对任何非负整数{\displaystyle k}，我们定以{\displaystyle V}的{\displaystyle k}次张量积为{\displaystyle V}与自己的{\displaystyle k}次张量积：
{\displaystyle T^{k}V=V^{\otimes k}={\underset {k}{\underbrace {V\otimes V\otimes \cdots \otimes V} }}}。
这便是讲，{\displaystyle T^{k}V}由{\displaystyle V}上所有秩{\displaystyle k}张量组成。习惯上{\displaystyle T^{0}V}是基域{\displaystyle K}（作为自己的一维向量空间）。
令{\displaystyle T(V)}为所有{\displaystyle T^{k}V}（{\displaystyle k=0,1,2,\ldots }）的直和：
{\displaystyle T(V)=\bigoplus _{k=0}^{\infty }T^{k}V=K\oplus V\oplus (V\otimes V)\oplus (V\otimes V\otimes V)\oplus \cdots }。
{\displaystyle T(V)}中的乘法由典范同构确定：
{\displaystyle T^{k}V\otimes T^{\ell }V\to T^{k+\ell }V}
由张量积给出，然后线性扩张到所有{\displaystyle T(V)}。此乘法表明张量代数{\displaystyle T(V)}自然是一个分次代数，{\displaystyle T^{k}V}作为{\displaystyle k}次子空间。
此构造可径直推广到任意交换环上的模{\displaystyle M}上。如果{\displaystyle R}是一个非交换环，我们仍然可以对任意{\displaystyle R}-{\displaystyle R} 双模执行这样的构造。（对通常的{\displaystyle R}-模不行，因为没有迭代张量积。）

## 伴随与泛性质
张量代数{\displaystyle T(V)}也成为向量空间{\displaystyle V}上的自由代数，并具有函子性。像其它自由构造一样，函子{\displaystyle T}左伴随于某个遗忘函子，该函子将每个{\displaystyle K}-代数送到它的底向量空间。
准确地说，张量代数满足如下的泛性质，正式地表明它是包含{\displaystyle V}的最一般的代数：
任何从{\displaystyle V}到{\displaystyle K}上的一个代数{\displaystyle A}的线性变换{\displaystyle f:V\rightarrow A}可以惟一地扩张为从{\displaystyle T(V)}到{\displaystyle A}的一个代数同态，如下交换图表所示：
这里{\displaystyle i}是{\displaystyle V}到{\displaystyle T(V)}的典范包含（伴随的单位）。事实上可以定义张量代数{\displaystyle T(V)}为满足这个性质惟一的代数（确切地说，在惟一的一个同构意义下），但仍然要证明满足这个性质的对象存在。
如上泛性质说明张量代数的构造有自然的函子性。就是讲，{\displaystyle T}是从{\displaystyle K}-Vect，{\displaystyle K}上向量空间范畴，到{\displaystyle K}-Alg，{\displaystyle K}-代数范畴，的一个函子。{\displaystyle T}的函子性意味着任何从V到W的线性映射惟一地扩张为从{\displaystyle T(V)}到{\displaystyle T(W)}的代数同态。

## 非交换多项式
如果{\displaystyle V}为有限维{\displaystyle n}，张量代数的另一个看法是“ {\displaystyle K}上{\displaystyle n}个非交换变量的多项式代数”。如果我们取{\displaystyle V}的基向量，它们成为{\displaystyle T(V)}中的非交换变量（或不定元），彼此间没有任何约束（除了结合律，分配律以及K-线性）。
注意{\displaystyle V}上的多项式代数不是{\displaystyle T(V)}，而是{\displaystyle T(V^{*})}：{\displaystyle V}上一个（齐次）线性函数是{\displaystyle V^{*}}中的一个元素。

## 商
因为张量代数的一般性，许多其它有趣的代数可以由张量代数开始构造，然后在生成元上施以一定的关系，即构造{\displaystyle T(V)}一定的商代数。这样的例子譬如外代数、对称代数、克利福德代数以及泛包络代数。

## 余代数结构
张量代数上的余代数结构如下。余积{\displaystyle \Delta }定义为
{\displaystyle \Delta (v_{1}\otimes \dots \otimes v_{m}):=\sum _{i=0}^{m}(v_{1}\otimes \dots \otimes v_{i})\otimes (v_{i+1}\otimes \dots \otimes v_{m})}
线性扩张到整个{\displaystyle TV}。余单位由{\displaystyle \varepsilon (v)=v}的0-次分量。注意到{\displaystyle \Delta :TV\rightarrow TV\otimes TV}保持分次：
{\displaystyle T^{m}V\to \bigoplus _{i+j=m}T^{i}V\otimes T^{j}V}
而{\displaystyle \varepsilon }也与分次相容。
张量代数在这个余积下不是双代数。但下述更复杂的余积确实得到一个余代数：
{\displaystyle \Delta (x_{1}\otimes \dots \otimes x_{m})=\sum _{p=0}^{m}\sum _{\sigma \in \mathrm {Sh} _{p,m-p}}\left(v_{\sigma (1)}\otimes \dots \otimes v_{\sigma (p)}\right)\otimes \left(v_{\sigma (p+1)}\otimes \dots \otimes v_{\sigma (m)}\right)}
这里求和取遍所有(p,m-p)-牌序。最后，对极映射为：
{\displaystyle S(x_{1}\otimes \dots \otimes x_{m})=(-1)^{m}x_{m}\otimes \dots \otimes x_{1}}
线性扩张到整个{\displaystyle TV}，这样张量代数成为一个霍普夫代数。